# Datura stramonium
Datura stramonium é uma erva herbácea, ereta anual, pertencente à família das Solanáceas e ao tipo fisionómico dos terófitos.

## Nomes comuns
Além de trombeta, dá ainda pelos seguintes nomes comuns: pomo-espinhoso, trombeteira, estramónio, figueira-do-demo, figueira-do-diabo, figueira-do-inferno (não confundir com a espécie Euphorbia mellifera , com a qual partilha este nome comum), figueira-brava, erva-dos-feitiços, zabumba e castanheiro-do-diabo.

## Descrição
Trata-se de uma espécie herbácea ereta e anual, pautada pelo caule cilíndrico que pode ascender aos 190 centímetros de altura. Geralmente, os caules são falsamente dicotómicos, tanto podendo ser glabros como hirsutos, sendo que, quando jovens, os espécimes exibem algumas glândulas amareladas.
Conta com folhas grandes, de formato que alterna entre o ovado, ovado-lanceolado, oblanceolado ou romboides. Do que toca ao pecíolo costuma medir entre 10 e 90 milímetros, amiúde exornado na face superior, com algumas glândulas amareladas, quando a planta ainda é jovem. O limbo das folhas tem um formato cuneado, amiúde assimétrico na base, com os nervos principais proeminentes.
Do que toca às  inflorescências reduzem-se a uma só flor de posicionamento axilar. As flores, por seu turno, são actinomorfas, hermafroditas, dotadas de brácteas e de pedicelos curtos. Exibem uma coloração que vai de branco ao roxo, com tamanhos de de 5 a 17,5 cm.
Os pedicelos medem entre 4 e 10 mm na altura da floração e até 16 mm na da frutificação, são eretos e pubescentes.
O cálice é tubular e, pelo menos enquanto a planta é jovem, pubescente. A corola é infundibuliforme (forma de trombeta), contando com 5 pequenos lóbulos que se prolongam num apêndice triangular lanceolado, de coloração que se matiza entre o branca e azul-arroxeado, normalmente com 15 nervos.
Os estames encontram-se inseridos mais ou menos à mesma altura, na metade inferior da corola.
Os frutos desta planta têm um formato que pode alternar entre o ovóide, elipsóide ou mais ou menos esférico,são espinhosos e contam com mais de 35 espinhos. Dividem-se internamente em quatro câmaras, cada qual com  dúzias de sementes de cor negra e pequenas no seu interior. 
Todas as partes da planta emitem um odor fétido, quando esmagadas ou apertadas.

## Distribuição
Originária do Norte do continente americano, conspecta-se hoje em dia como uma espécie cosmopolita.

### Portugal
Trata-se de uma espécie exótica invasora, presente em território português, designadamente nos Arquipélagos dos Açores e da Madeira e em Portugal Continental.
Com efeito, do que toca a Portugal Continental, esta espécie já marca presença em todas as zonas do território.

### Ecologia
Trata-se de uma espécie ruderal e nitrófila, que tanto medra em baldios sáfaros, como em courelas cultivadas, podendo inclusive surgir nas cercanias de entulhos, aterros de obras e bermas de estradas.

### Estatuto legal
Encontra-se classificada enquanto espécie invasora em Portugal Continental, desde 1999, por efeito do Decreto-Lei n.º 565/99 de 21 de Dezembro.

## Uso tradicional
Essa planta e outras variedades das Datura fazem parte das farmacopeias tradicionais de diversos povos euro-asiáticos e ameríndios. Seus princípios ativos são os alcaloides tropânicos atropina, hiosciamina e escopolamina, que são classificados como anticolinérgicos.
Recentemente pesquisas na Colômbia com a administração da escopolamina, extraídos de plantas pertencentes ao gêneros Datura e Brugmansia, têm fornecido um importante modelo toxicológico do fenômeno neurológico da memória. Extratos da planta, popularmente conhecida como "burundanga", capazes de causar uma intoxicação por escopolamina, são descritos como causadores  de uma amnésia anterógrada transitória e de comportamento submisso e apático, induzindo em maior dose delírios e perda da consciência e amnésia por ação no sistema nervoso central. Devido ao elevado risco de overdose em usuários desinformados, muitas internações e algumas mortes são relatados com seu uso recreativo.
Entre os antigos índios Chumash habitantes do litoral da Califórnia, segundo relatos do explorador português João Rodrigues Cabrilho a datura ou "Erva de Jimson"  era utilizada para ajudar a produzir visões. "Especialistas" preparavam uma infusão da raiz da planta, que deixava o indivíduo num estado letárgico por 18-24 horas, após o que suas visões ou sonhos eram relatados e interpretados por anciões da aldeia. Além do uso religioso, também foi usada como anestesia, auxiliar na fixação ossos e tratamento de contusões e feridas, entre outros usos clínicos. 
Don Juan, no livro "A Erva do Diabo" de Carlos Castañeda (1931-1998)  refere-se nestes termos a esta espécie de Datura:
"A erva-do-diabo tem quatro cabeças; a raiz, a haste e as folhas, as flores e as sementes. Cada qual é diferente, e quem a tornar sua aliada tem de aprender a respeito delas nessa ordem. A cabeça mais importante está nas raízes. O poder da erva-do-diabo é conquistado por meio de suas raízes. A haste e as folhas são a cabeça que cura as moléstias; usada direito, essa cabeça é uma dádiva para a humanidade. A terceira cabeça fica nas flores, e é usada para tornar as pessoas malucas ou para fazê-las obedientes, ou para matá-las. O homem que tem a erva por aliada nunca absorve as flores, nem mesmo a haste e as folhas, a não ser no caso de ele mesmo estar doente; mas as raízes e as sementes são sempre absorvidas; especialmente as sementes, que são a quarta cabeça da erva-do-diabo e a mais poderosa das quatro".
Observe-se que entendimento de concepções não ocidentais do efeito dessa planta, no caso as crenças de descendentes da etnia dos Yaquis, no norte do Mexico, nas quais o referido livro acima citado afirma que se baseou, requer a análise do contexto de seu uso e dos conceitos empregados. O principal conceito nesse caso é que que essa planta corresponde a um "aliado" descrito também como um veículo, uma qualidade e algo que pode ser domesticado. Em relação a outros aliados (associados à substancias psicoativas também empregadas por esse povo) a datura é um aliado imprevisível, possessivo e violento, capaz de matar quem a procura, e de muito difícil domesticação, Castañeda, (o.c.) É possível que essa "domesticação" seja uma possibilidade de manter a consciência e/ou a memória (do acontecido) sob seu efeito, contudo é essa capacidade de perda de consciência o que pode despertar interesse médico, numa perspectiva ocidental, como auxiliar do controle da dor, por exemplo ou do desenvolvimento de aspectos específicos de personalidade ou emoção na perspectiva etnomédica.

## Galeria

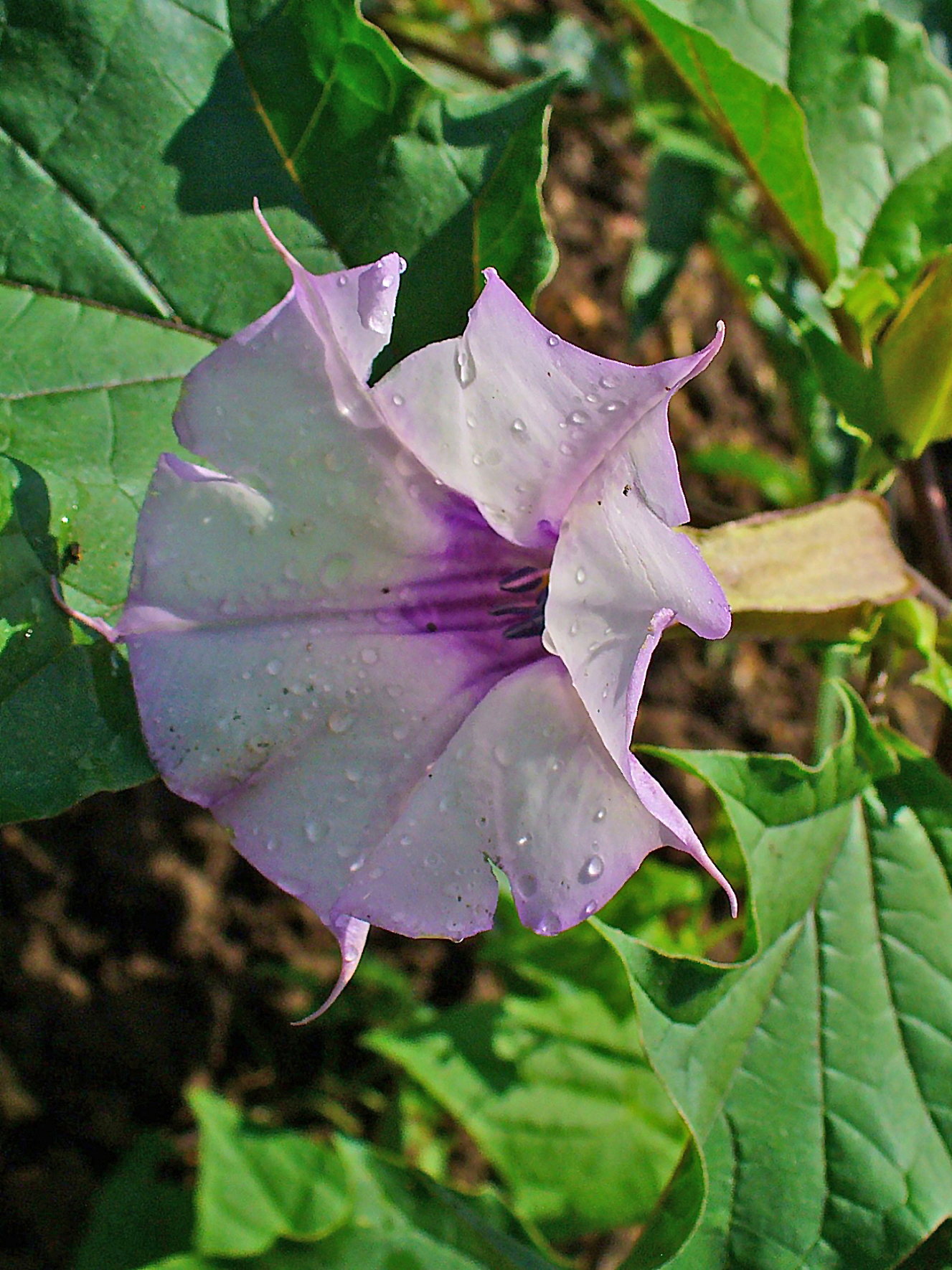
D. stramonium var. tatula, flor
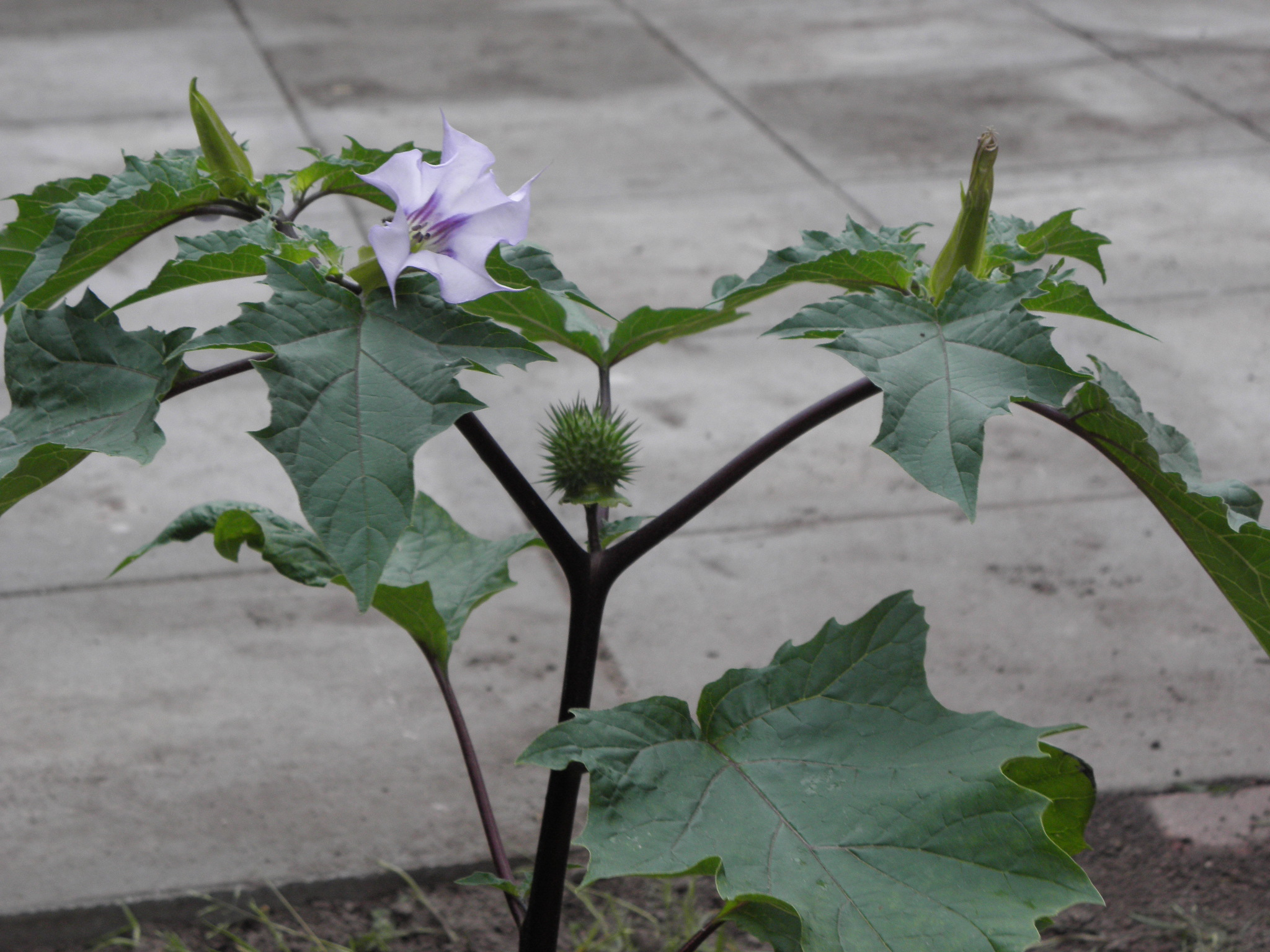
D. stramonium var. tatula
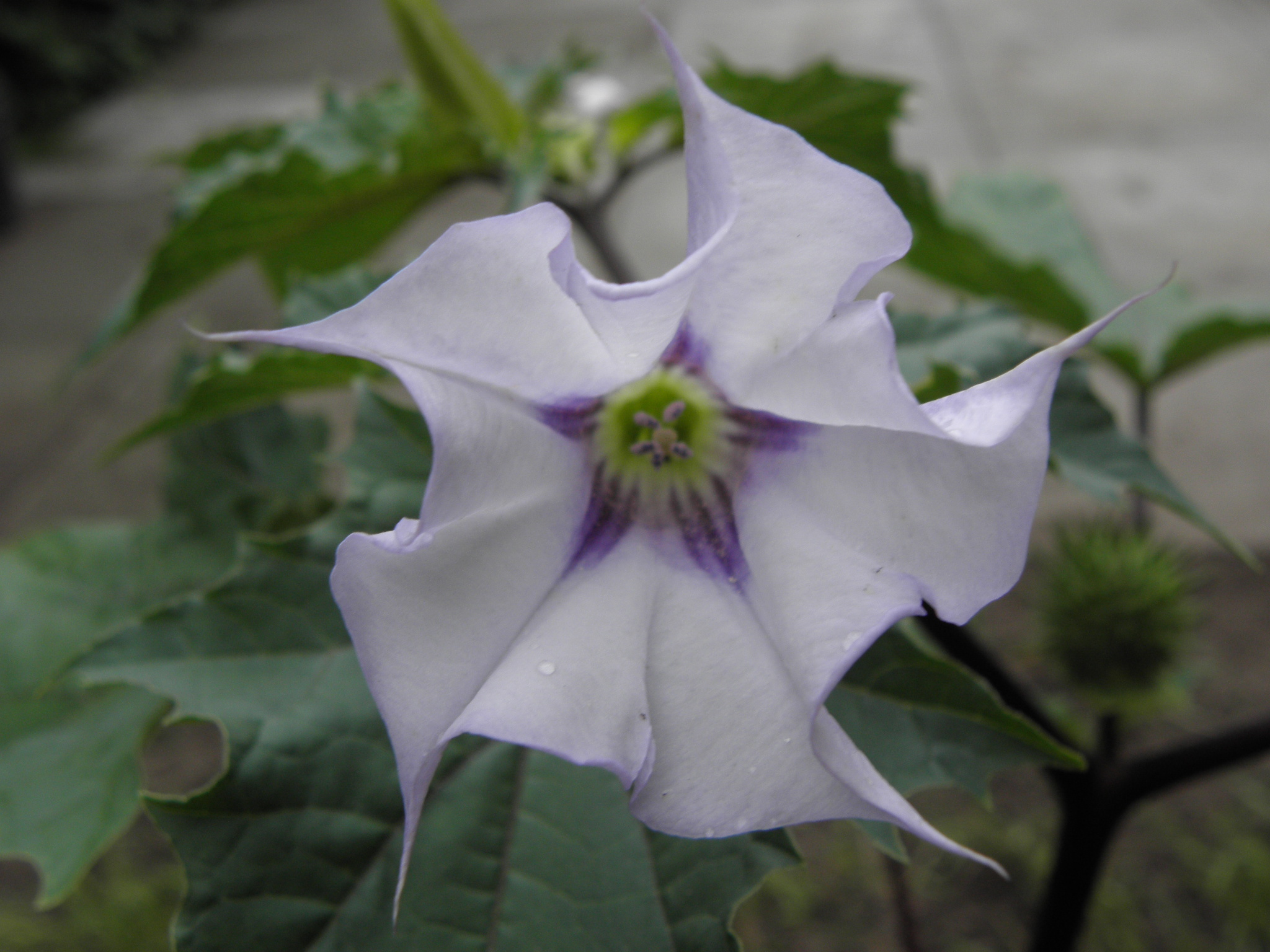
D. stramonium var. tatula, flower (frente)
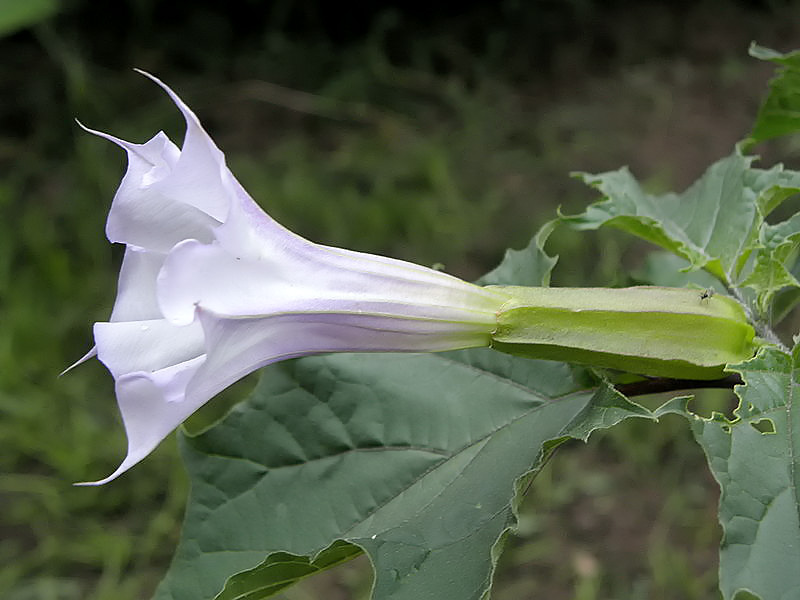
D. stramonium var. tatula, flower (lado)
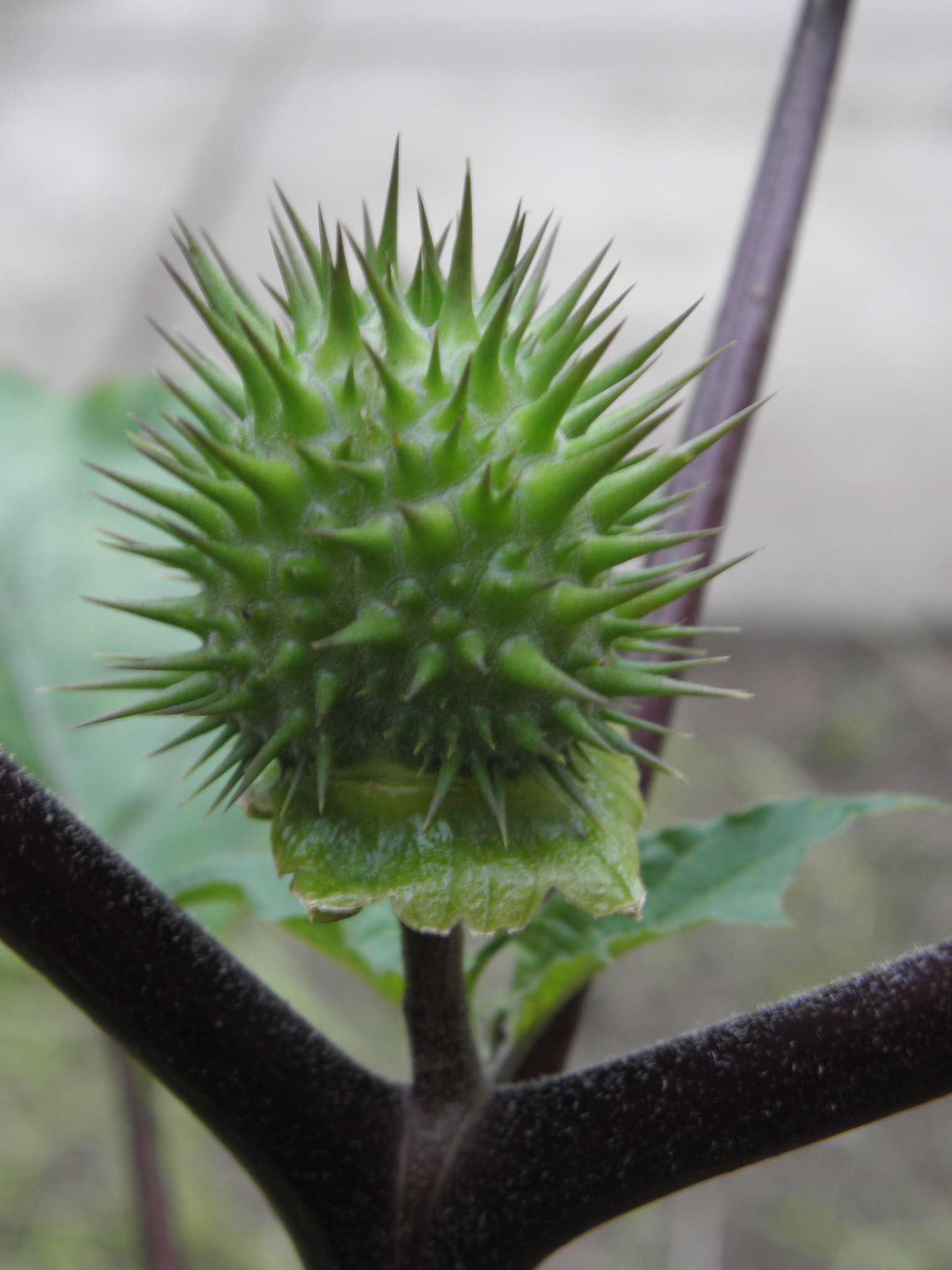
D. stramonium  fruto
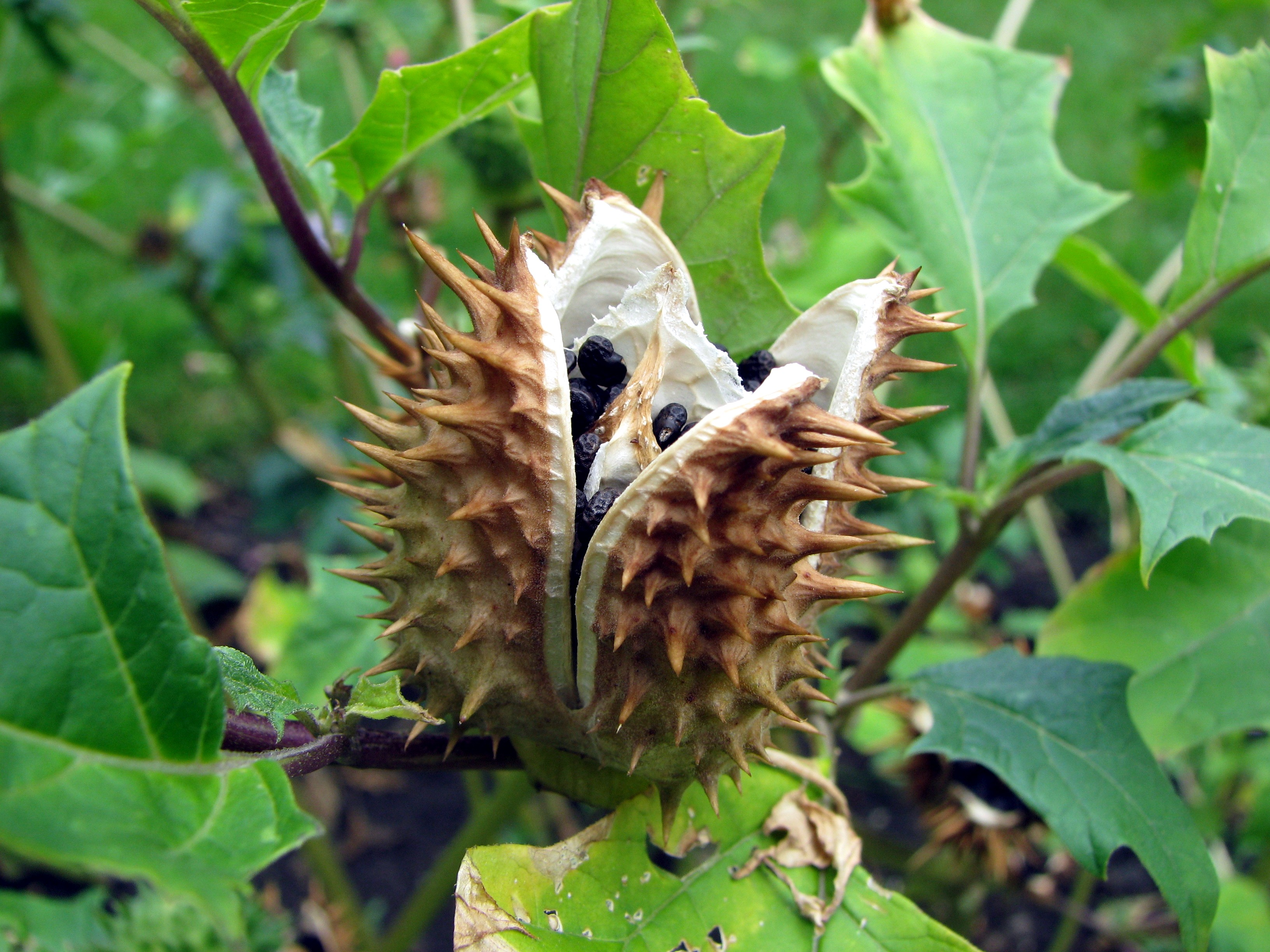
D. stramonium fruto
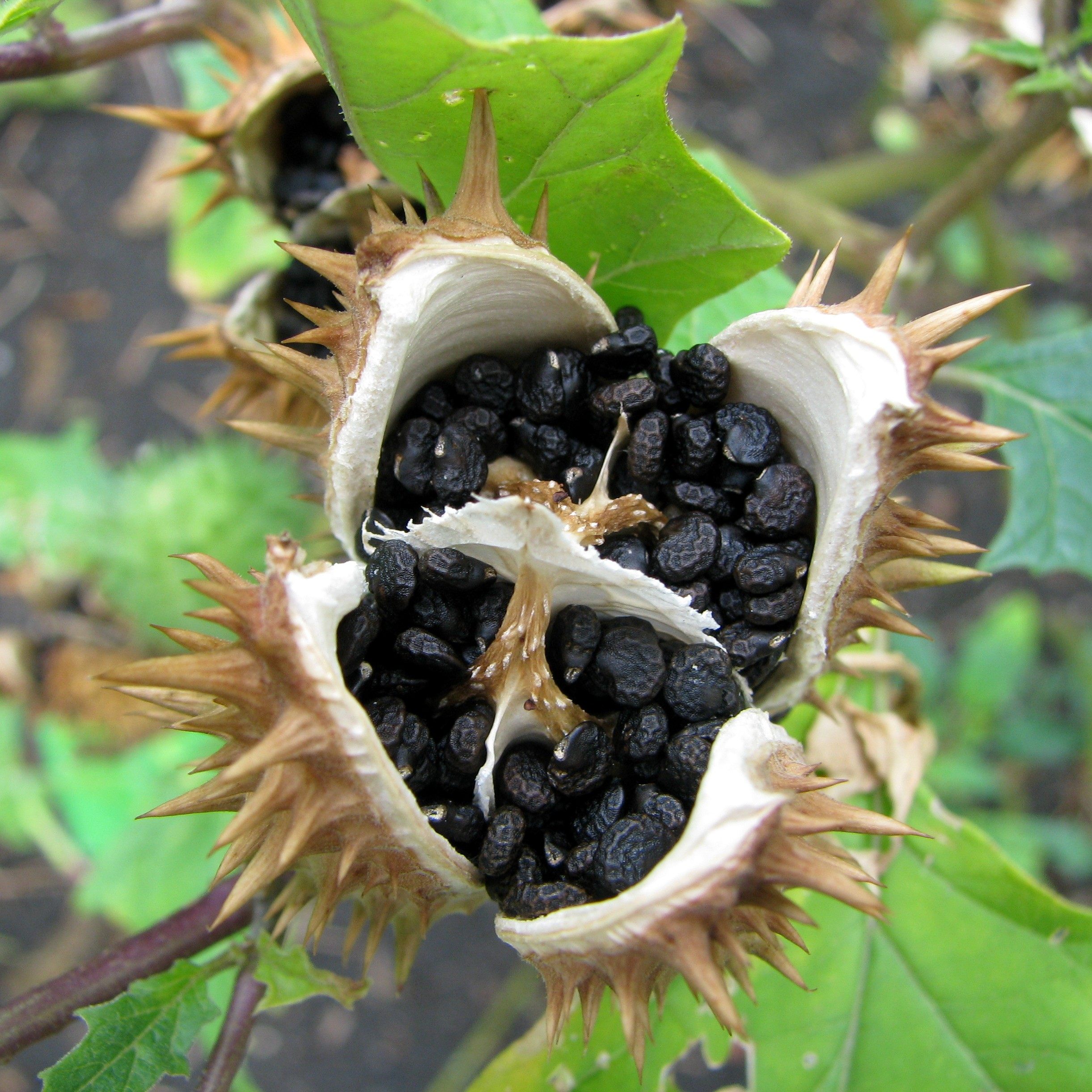
D. stramonium fruto
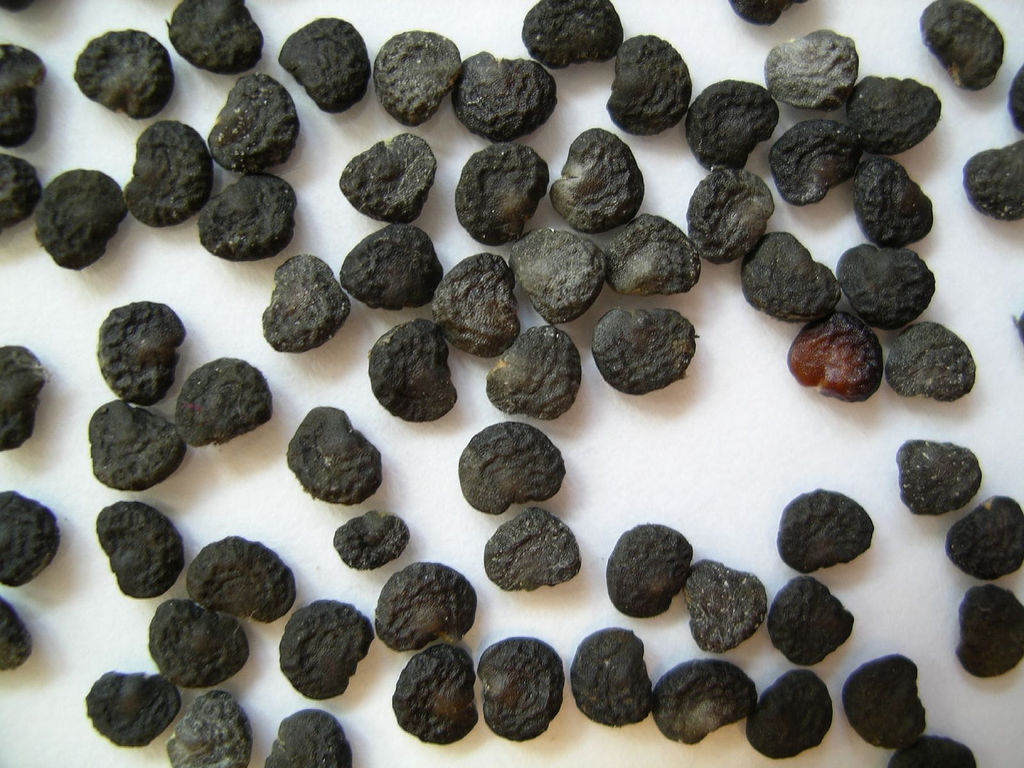
D. stramonium, sementes
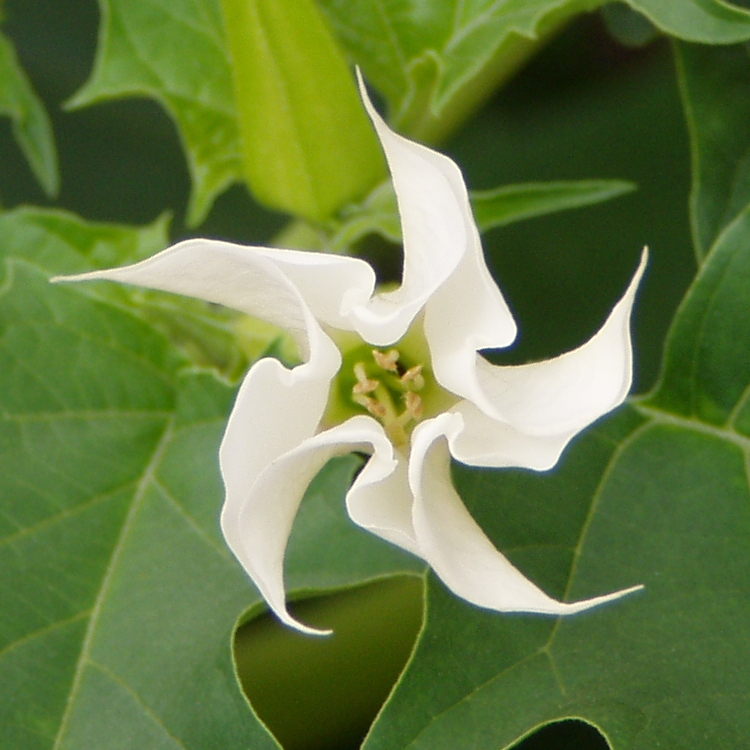
D. stramonium var. stramonium
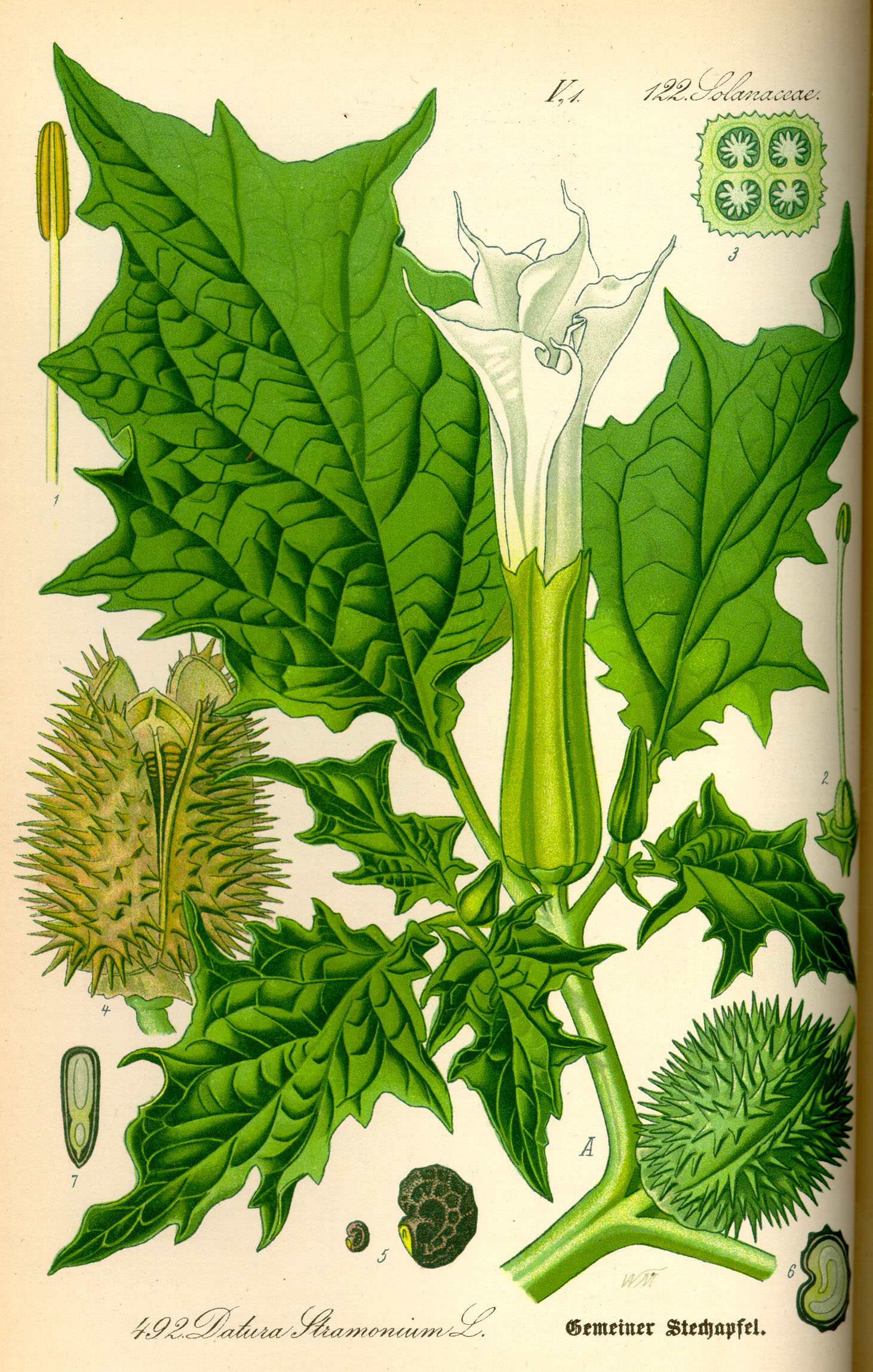
D. stramonium Otto W. Thomé, 1885
D. stramonium em selo MagiarD. stramonium em selo Magiar
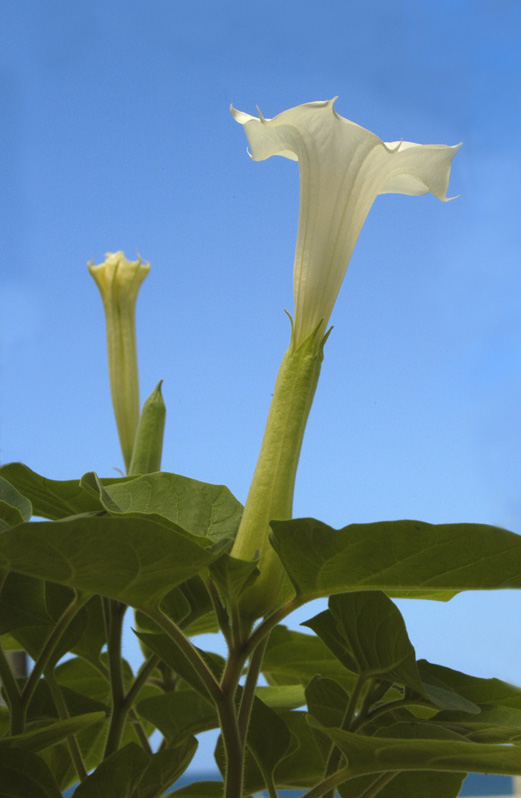
Datura inoxia
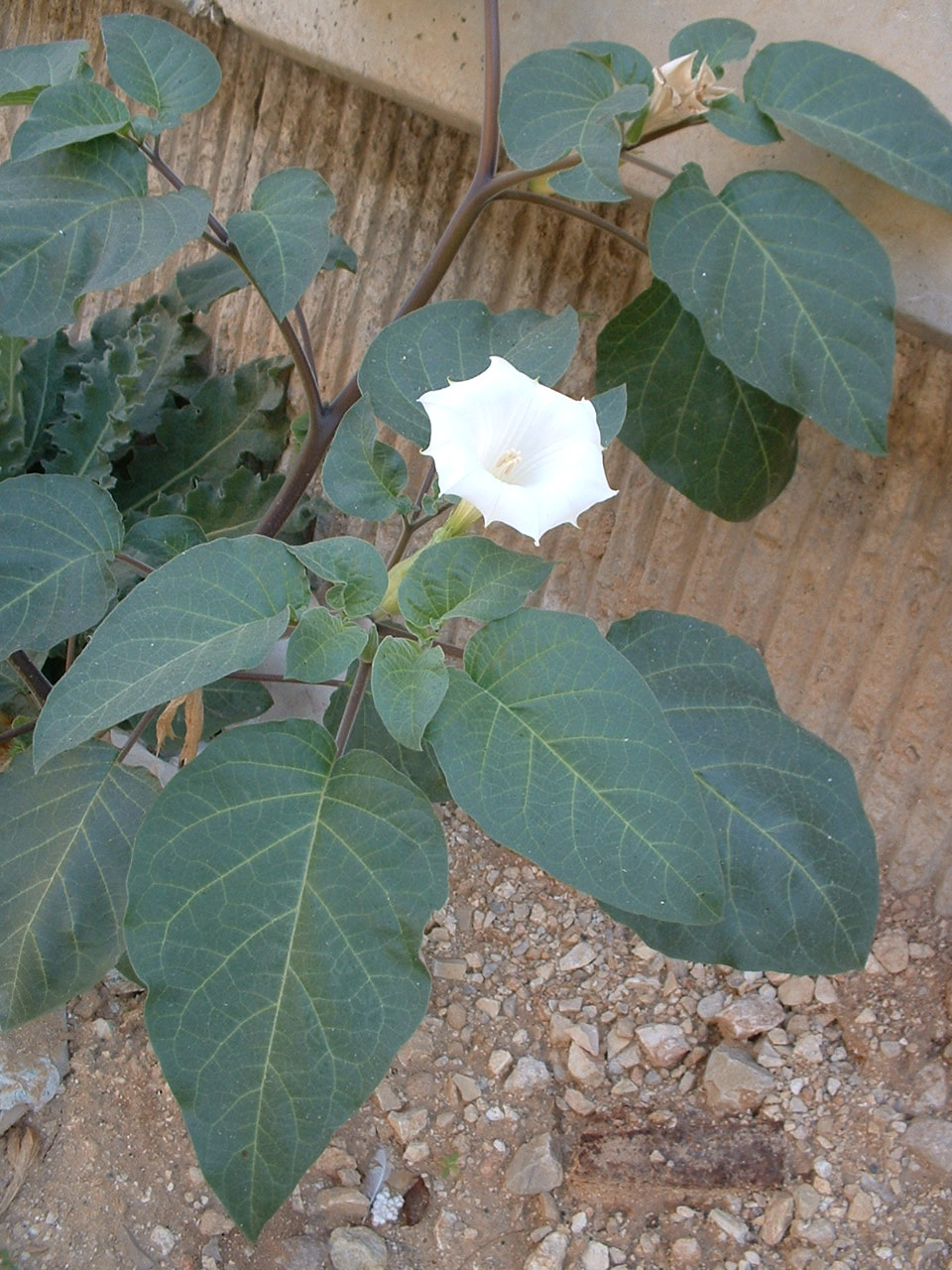
D. Inoxia folhas e flor
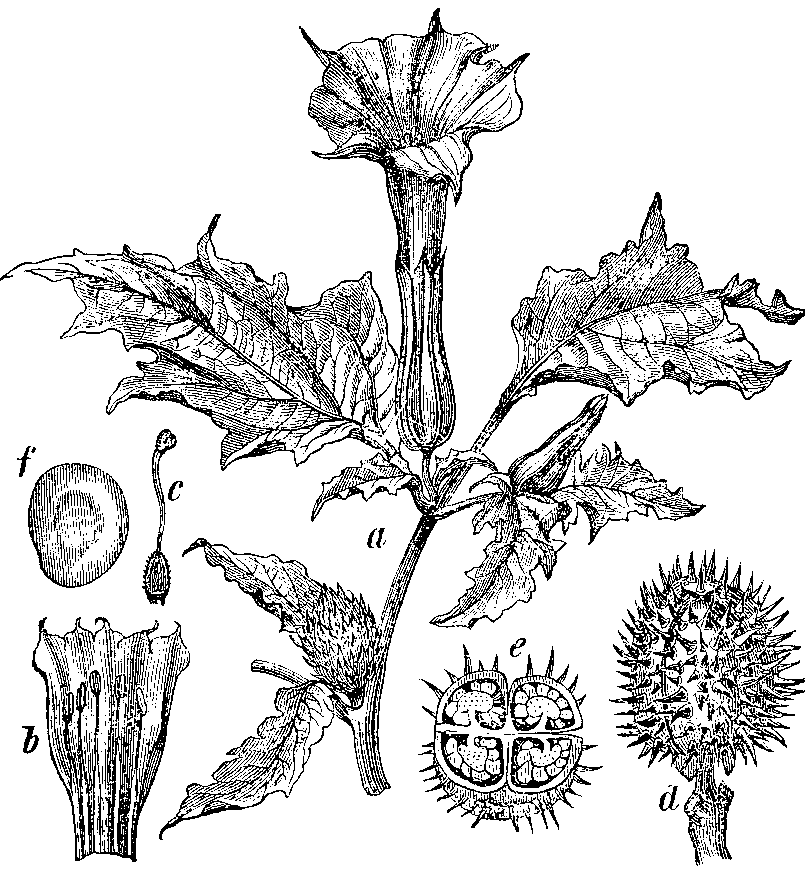
D. stramonium
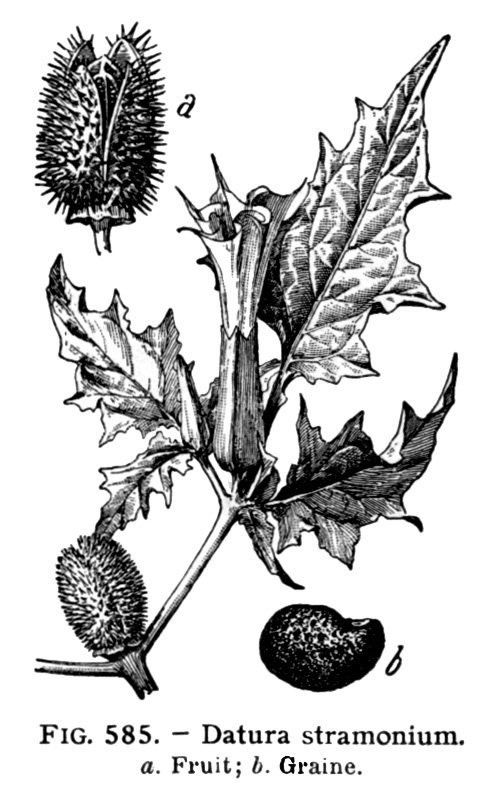
D. stramonium

## Ver também

Estrutura química do [http://es.wikipedia.org/wiki/Tropano tropano